# Majmoena (film)
Majmoena (Aap) is een Bulgaarse film uit 2016 onder regie van Dimitar Kotzev.

## Verhaal
Maja en Iva zijn halfzussen. Hun leven verandert plots als hun vader bij een routineoperatie in coma geraakt. Tegelijkertijd duiken ze in de geheimen van een van hun leraren.

## Acteurs
- Aleksandra Kostova als Maja
- Radina Borsjosj als Iva
- Joelian Vergov als Andrej
- Ana Papadopoeloe als Neda, Maja's moeder
- Radena Voelkanova als Irina, Iva's moeder
- Leonid Jovtsjev als leraar Penev
- Valentin Ganver als schooldirecteur